# Paul Sutermeister (Commodore)
Paul Ramon Sutermeister DL (* 20. Juli 1940) ist ein ehemaliger britischer Commodore.

## Leben
Sutermeister besuchte von 1958 bis 1960 das Britannia Royal Naval College und wurde 1961 Sub-Lieutenant. Lieutenant Commander war er 1970/71 auf der HMS Phoebe (F42), 1971/1972 auf der HMS Britannia, 1972/1973 beim Flag Officer Gibraltar und von 1974 bis 1976 auf der HMS Zulu (F124). Von 1976 bis 1978 war er Commander (Director General of Naval Manpower and Training) beim Verteidigungsministerium des Vereinigten Königreichs. Von 1978 bis 1980 war er Commander (Head of Communications) bei der Allied Joint Force Command Lisbon. Von 1981 bis 1983 war er Executive Officer der HMS Neptune, und von 1983 bis 1985 kommandierte er auf der Penelope. Als Captain war er von 1985 bis 1987 Central Staff Assistant Director beim Verteidigungsministerium in London; von 1988 bis 1990 war er Captain beim Royal Naval Liaisons Office (RNLO). Von 1991 bis 1993 war er Captain des Marinestützpunktes HMS Mercury, wo er die Signalschule der Royal Navy leitete. Von 1993 bis 1994 war er Captain des Marinestützpunktes HMS Excellent. Von 1995 bis 2000 war er Commodore (Naval Regional Officer, North of England).
Sutermeister war ein Deputy Lieutenant von North Yorkshire. Er war Präsident der Royal Naval Association North East Region, der Royal Naval Amateur Radio Society und der HMS Penelope Association. Von 1993 bis 2017 war er Direktor des HMS Trincomalee Trust.